# Georg Frommer
Georg Frommer (né le 29 septembre 1862 à Gunten, paroisse de Reddenau, arrondissement de Preußisch Eylau (de) ; 15 novembre 1940 au manoir de Weskeim  ) est propriétaire de manoir et député du Reichstag.

## Biographie
Frommer étudie au Realgymnasium d'Elbing et est un homme d'affaires à Elbing et à Berlin. Il passe plusieurs années en Angleterre pour étudier le commerce et l'agriculture. Puis il reprend pendant de nombreuses années la gestion des domaines de Prusse-Orientale et à partir de 1901, il est propriétaire de Sodehnen dans l'arrondissement de Preußisch Eylau (de). Il est capitaine de la Landwehr I, chef de bureau, membre du conseil d'arrondissement et membre du comité de l'arrondissement de Preussisch Eylau. Frommer est récipiendaire de la médaille de service de longue durée de la Landwehr de 1re classe.
De 1912 à 1918, il est député du Reichstag pour la 5e circonscription de Königsberg (Heiligenbeil-Preußisch Eylau) pour le Parti conservateur allemand.